# François Camatte
L’architecte naval François Camatte, né le 29 mai 1893 à Cannes et décédé le 9 juillet 1960 à Cannes, débute en 1920 comme dessinateur aux chantiers Despujols à Arcachon avant de se mettre à son compte en 1925. On lui doit plusieurs beaux bateaux de plaisance, et particulièrement de course, dessinés des années 1930 à la fin des années 1950. Avec Eugène Cornu, Camatte est un des grands spécialistes français de la Jauge internationale.

## Biographie
François Camatte est le cadet d’une fratrie de 5 enfants et le seul garçon. Son père décède sept mois avant sa naissance, laissant sa femme gérer seule le petit commerce de tissus à Cannes. Très tôt, le jeune Camatte s’intéresse à la pêche et aux bateaux traditionnels, des plans de pointus datant de 1911 ont d'ailleurs été retrouvés dans ses archives. Durant ses études secondaires, il est plus remarqué pour ses qualités de dessinateur que pour ses aptitudes aux mathématiques ou aux versions latines.
En 1912, à 19 ans, il s’engage pour trois ans, sans doute pour ne plus être à la charge de sa mère. Il est blessé en 1916 à Verdun, repart en 1917 à l’Armée d’Orient puis est démobilisé en août 1919.
En 1920, il entre comme dessinateur aux chantiers navals V. Despujols à Arcachon, spécialisé dans les yachts à moteur. En 1925, il part travailler au chantier naval d’Antibes, dirigé par Henri Rambaud où il perd un œil lors d’un accident d’atelier. Il y rencontre souvent l'architecte naval Jean Quernel qui l'influencera dans le choix de sa carrière. Il finalise son apprentissage et dessine le Queen Mary, vedette qui servait à la promenade dans les environs de la rade de Cannes.
À partir de 1925, François Camatte dessine pour son propre compte et crée les plans de la série de dériveurs de 5 mètres M.O.C.A.T. (Méditerranée, Ouest, Corse, Algérie, Tunisie). Cette même année il est repéré avec deux d’entre eux, Dahlia et Bouscarlette, lors de la coupe Fiferlin disputée à Menton. Grâce à ce succès, Camatte commence une carrière dans la conception de voiliers de course de la jauge internationale. M. Crestin de la Société des régates de Cannes lui commande son premier 6 m JI, Pampero II. En 25 ans de carrière, il en dessine plus de soixante dont certains gagneront des prix prestigieux - Thelma obtient le meilleur classement de l’année 1936 avec quatorze premiers prix. Ponant, réalisé en 1929, pour M. Vermorel est acquis en 1930 par Virginie Hériot qui le rebaptise Petite Aile IV.
Entre 1929 et 1950, il conçoit une dizaine de 8 m JI dont le premier, Zip II, réalisé pour M. Frederick H. Prince, bat à Nice Sirena dessiné par William Fife. En 1931, Virginie Hériot lui commande un nouveau 8 m, Aile VII pour reconquérir la coupe de France, perdue en 1930 face aux anglais ; elle ne parviendra pas à la reprendre. 
Son plus célèbre 8 m JI reste France, construit en 1935 par les chantiers Chiesa à Cannes pour M. Rey, qui remporte la Coupe de France en 1937 à Ryde, après 7 ans d’hégémonie britannique, en battant un plan Fife, Felma. Le Yacht Club de France envoie ses félicitations à Camatte le 20 juillet 1937. 
Mais le trophée est reperdu l’année suivante et il faut attendre 1949 pour qu'autre voilier dessiné par Camatte, le regagne à nouveau. Il s’agit de Gaulois, construit en 1938 par les chantiers Bonnin pour Mme Léon Cotnareanu. 
En février 1949 à Cannes, outre Gaulois, deux autres créations de François Camatte s’affrontent pour les sélections de la Coupe de France - Moira et Silk. Gaulois, vainqueur, part à Gènes affronter Miranda III, dessiné par Costaguta en 1938. Il remporte trois victoires en quatre manches, ramenant la coupe en France et constituant une victoire en forme de couronnement pour l’architecte français.
En plus des 6 m et 8 m JI, Camatte dessine les premiers 5 m JI français et, avec Eugène Cornu, il est un des seuls architectes français à dessiner de bons 5,50 m JI, classe internationale créée en 1950. En 1956, Phérousa manque de peu la Coupe de France à Genève, battu par Twins VII dessiné par l’italien Baglietto.
En 1932, Camatte présente le dériveur monotype As Côte d’Azur pour l’Union des sociétés nautiques françaises qui le retient. Jusqu’en 1961, près de 200 exemplaires sont construits, dont une grande partie au chantier Chiesa de Cannes.
En dehors de la jauge internationale, Camatte a réalisé une dizaine de voiliers de croisière, ce qui semble peu en 35 ans de carrière. On compte parmi eux l’Odyssée, ketch de 22 m dessiné en 1934 pour M. Rey et construit l'année suivante par le chantier Lemaître à Fécamp. Son gréement sera modernisé en 1972 par André Mauric, architecte naval à Marseille. Il prend le nom d'Iliade et continue encore de naviguer. En 1950, il conçoit Nagaïna, cotre de 16,50 m construit par le chantier Chiesa, qui lui aussi navigue toujours de nos jours. Enfin, Morwak, cotre de 14,50 m construit à Bénodet par le chantier Craff pour M. Lepage.

## Un architecte naval intuitif et passionné
François Camatte est un passionné de pêche et possède, comme seul bateau, un pointu non motorisé. C’est aussi, d’après Georges Auzépy-Brenneur « un excellent barreur et un fin régatier quand il est à bord des voiliers de ses clients, ce qui n’est pourtant pas très fréquent. Les jours de régates, lorsqu’il n’est pas sur l’eau, on l’aperçoit souvent posté à l’extrémité de la jetée du port de Cannes, monoculaire à la main, discutant âprement les options et les manœuvres des concurrents qui évoluent sur le triangle ».
D'après son gendre, Édouard Ramoger, Camatte travaille seul et fait tout à la main sur « une planche à dessin dépourvue de tout perfectionnement ». Il ajoute « A notre époque où la conception d'un bateau, quelle que soit sa taille ne peut plus se faire sans l'aide d'ordinateurs il est intéressant de se rappeler qu'il n'y a pas si longtemps, un homme aux connaissances mathématiques très réduites, avec seulement un jeu de pistolets et de lattes à dessiner pouvait créer d'excellents bateaux tombant exactement dans leurs lignes ». Il réalise tous ses calculs avec l’aide d’un planimètre et d’une règle à calcul.
Jacques Taglang souligne quant à lui que François Camatte était très apprécié de ses clients pour son écoute, « sachant rester disponible à leurs attentes et s’informant auprès des barreurs et des équipiers lors des régates ». Il ajoute également « sa rigueur le conduit à suivre de près la construction de presque tous ses bateaux en se rendant souvent dans les chantiers ». Il collabore d’ailleurs avec certains constructeurs durant toute sa carrière comme Attilio Chiesa à Cannes ou Bonnin à Arcachon.
Les lignes, l’élégance et l’efficacité de ses voiliers, ainsi que son talent, ont été remarquées à plusieurs reprises dans les comptes-rendus de courses publiés dans Le Yacht. Leslie Richardson, yachtman britannique écrit dans le Yacht du 11 mai 1929, au sujet de Zip II « Il est même rare de voir un jeune architecte aussi bien réussir le premier bateau qu’il étudie pour une série nouvelle pour lui ».
François Camatte est un architecte naval reconnu par ses pairs comme Eugène Cornu, son cadet de dix ans ou encore André Mauric avec qui il avait tissé une grande amitié. 
Un autre architecte naval, Maurice Amiet, dit à propos de Morwak dont il découvre les plans en 1980 « François Camatte était largement mon aîné et, comme il s’était  plutôt spécialisé dans les voiliers de la Jauge internationale (…), j’ignorais un peu ce confrère, sa route étant bien différente de la mienne. Quand j’ai retracé les plans de forme de Morwak au 1/20, je suis tombé en extase ! Jusqu'à ce moment, en effet, j'avais un peu considéré François Camatte comme un amateur, un architecte marginal, que sais-je encore ! Je venais de découvrir que c’était un "grand patron" ».
Pour conclure, Edouard Ramoger écrit à propos de son beau-père « On peut ranger François Camatte dans la catégorie de ceux qu’André Mauric qualifiait de "créateurs intuitifs purs, guidés par leur sens esthétique tenait lieu de technique" ».
La famille a fait don d’un fonds de plans au Musée national de la Marine qui est conservé à la bibliothèque.

## Réalisations

### Voiliers de course
- 1925, M.O.C.A.T. (Méditerranée, Ouest, Corse, Algérie, Tunisie) : Dahlia, Bouscarlette, Mimosa
- 1925-1950, une soixantaine de 6 m JI : Pampero II (1925, M. Crestin, Société des régates de Cannes), Riquet (1926 pour Henri Legros), Pampero III (1926), Bellis II (1927, pour Claude Renoir), Tilda (1928), Cupidon fou (1929, baron de Rothshild), Ponant (1929, M. Vermorel puis Virginie Hériot qui le rebaptise Petite Aile IV), Eilen (lien interne : Elfe (voilier) (1931, puis Caledonia, puis Elfe, puis Mambo), Petite Aile V (1932, Virginie Hériot), Thelma (1936), Elghi (1937, M. Meunier du Houssoy), Elghy II (1952, M. Meunier du Houssoy)
- 1929-1950, une dizaine de 8 m JI : Zip II (1929, pour Frederick Prince), Hantise (1932, pour Franck Guillet), France (1937, pour M. Rey), Aile VII (1931, pour Virginie Hériot), Gaulois (1938, pour Mme Léon Cotnareanu), Moira (1942, pour M. Hennessy), Silk (1943), Aya (1947, M. Gallimard)
- 1930 et suivantes, cinq 5 m JI dont : Va et El Golea (1930)
- 1950, plusieurs 5,50 m JI: Damoiselle III (1953, pour le Dc Roux-Delimal), Sévigné III (1954, pour M. Rouzaud), Phérousa (1955, M. Michel)
- 1926-1950, nombreux 6,50 m JI 
- 1932-1961, 200 dériveurs monotypes As Côte d’Azur (1932 pour l’Union des sociétés nautiques françaises)

### Voiliers de croisière
- Ketch : L’Odyssée, 22,50 m (1934-35 pour M. Rey), Seaweed (1939)
- Yacht : Antarès, 12,50 m (Société nautique de Marseille)
- Sloup : Elan, 10,80 m (1960) 
- Cotre : Nagaïna, 16,50 m (1949-50), Morwak, 14,50 m (1948 pour M. Lepage)

### Mention dans des ouvrages
- Gérard Cornaz, Noël Charmillot et Jacques Naef, « Bateaux et batellerie du Léman », Lausanne, Edita, 1983 (ISBN 2-88001-165-5)
- Maurice Amiet, « Bateaux de l’aventure, tome 2 », article sur « Morwak », Douarnenez (Finistère), Chasse-Marée, 1986 (ISBN 2-903708-01-0)
- André Mauric, Maurice Dessemond et Roger Sabatier, « Mémoires marines : André Mauric raconte 100 ans d’architecture navale », Marseille, AGEP, 1989 (ISBN 2-902634-42-0)

### Articles
- Georges Auzépy-Brenneur, « François Camatte, architecte naval (1893-1960) », Chasse-marée, no 190,‎ septembre 2006, p. 52-65 (ISSN 0292-4609)
- Jacques Taglang, « Le maître du yacht métrique n'aimait pas les maths », Yachting classique, no 39,‎ septembre, octobre, novembre 2008, p. 26-33 (ISSN 1297-711X)
- Jean-Jacques Herbulot, François Camatte et André Mauric, « La nouvelle jauge internationale des 5m50 », Neptunia, no 14,‎ 2e trimestre 1949, p. 22-23 (ISSN 0758-5748)

### Comptes-rendus de régates du Yacht
- 27 juin 1925, pp. 308-309 : compte-rendu de la coupe Fiferlin où Dahlia, Bouscarlette et Mimosa concourent.

- 1er octobre 1938, p. 611, par Franck Beaumaine, description de Elghi

- 30 mars 1929, p. 157, « Les régates de la Côte d’Azur, Nice, 17 au 21 mars » où concourt Zip II

- 11 mai 1929, pp. 233-234, impressions de Leslie Richardson sur les régates de la Côte d’Azur, où concourt Zip II

- 28 juillet 1956, pp. 3-4, par Franck Beaumaine, compte-rendu des régates de la Coupe de France à Genève où concourt Phérousa

- 11 novembre 1950, pp. 1103-1104, par André-Pierre Boison, « Le lancement du Nagaïna »